# Combat du 15 février 1783
Guerre d'indépendance des États-Unis
Batailles
Le combat du 15 février 1783 est un affrontement naval mineur qui a lieu au large de la Guadeloupe entre la frégate française Concorde, de 36 canons, et le HMS Magnificent, vaisseau de ligne de la Royal Navy britannique, portant 74 canons. La Concorde est capturée à l'issue du combat et intégrée aux effectifs de la Navy sous le nom d'HMS Concorde.

## L'affrontement
Le captain Charles Inglis (en) avait reçu le commandement d'une escadre de quatre bâtiments avec pour ordre de croiser dans les Indes occidentales. L'escadre, composée du HMS St Albans, du HMS Prudent de 64 canons, du HMS Magnificent de 74 canons commandé par le captain Robert Linzee et du sloop HMS Barbados, était arrivée à Sainte-Lucie. Sur place, Inglis reçoit l'ordre d'aller aider au blocus du Cap-Français à l'extrémité de Saint-Domingue avec le concours de quatre autres vaisseaux de ligne en provenance de la station de la Jamaïque. Le 12 février, des rapports annoncent l'arrivée d'une escadre française composée du Triton, de l’Amphion et de plusieurs frégates, en provenance de la Martinique et les Britanniques se mettent à leur recherche,.
Le HMS Magnificent quitte la baie de Gros Islet le 12 février 1783 en compagnie du Prudent et du St Albans. Le 15 février, une frégate française est aperçue au large de l'île de la Guadeloupe par le HMS Magnificent. Cette frégate, la  Concorde porte 36 canons et compte 300 hommes d'équipage, elle est commandée par le Chevalier du Clesmaur. Le HMS Magnificent lance la chasse et vers 20 h 0 alors que la nuit commence à tomber, la Concorde ouvre le feu sur son poursuivant avec ses pièces de chasse. Le Magnificent parvient à éviter les tirs français et vers 21 h 15, après un combat d'une quinzaine de minutes et plusieurs bordées dévastatrices, la Concorde abaisse son pavillon
Peu de temps après sa reddition, le hunier du Concorde prend feu, forçant l'équipage à abattre le grand mât pour l'éteindre. Le Prudent et le St Albans arrivent deux heures plus tard et la Concorde est conduite à Saint John's, Antigua. La Concorde sert par la suite dans la Royal Navy sous le nom de HMS Concorde jusqu'à son démantèlement en 1811.

## Sources et bibliographie
- (en) Mary McGrigor, Defiant and Dismasted at Trafalgar : The Life & Times of Admiral Sir William Hargood, Leo Cooper Ltd, 2003, 224 p. (ISBN 978-1-84415-034-2, lire en ligne)
- Georges Lacour-Gayet, La Marine militaire de France sous le règne de Louis XVI, Paris, Honoré Champion, 1905, 719 p. (BNF 30709972, lire en ligne)